# サウロロフス

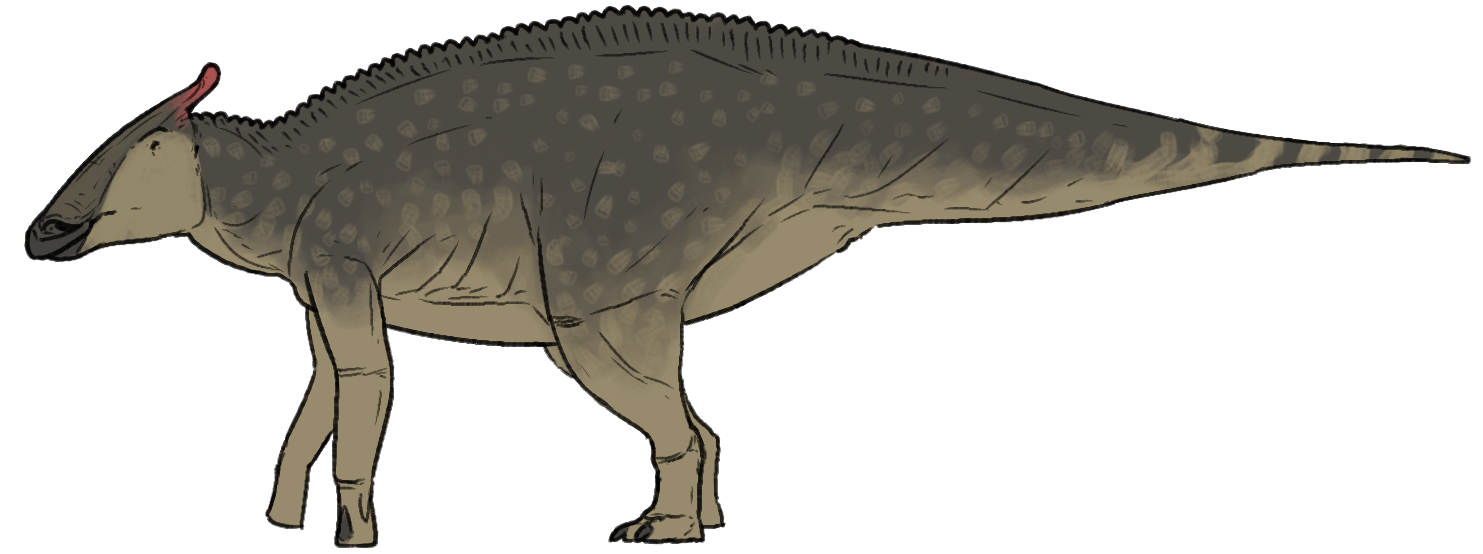
復原図

2種のサウロロフスと人の大きさ比較

サウロロフス (学名 Saurolophus) は、カモノハシ恐竜の呼び名で知られるハドロサウルス科に属する草食恐竜で、約7000万年前から6,850万年前（白亜紀後期）に生息していた。

## 概要
名称のサウロロフスとは「隆起のあるトカゲ」という意味。ハドロサウルス亜科に属する草食恐竜。体長は9メートル以上、草食性でモンゴルやカナダに生息していた。足には蹄があり、渡りをしたと思われている。
骨はモンゴル、ゴビ砂漠周辺で多く見つかっている。特徴として、鼻の上にトサカのような骨質の突起がある。